# Психологические ужасы
Психологические ужасы (психологический хоррор) — поджанр фильмов ужасов, который создаёт психологическое напряжение за счёт страхов и эмоциональной нестабильности персонажей фильма. Обычно играет на архетипичном чувстве неизвестности, создающемся за счёт опасностей, встречающихся на пути персонажа.

## Характеристика поджанра
Элементы психологического хоррора строятся на взаимодействии в разуме персонажей. Особенности второго плана (такие, как эмоции и чувства, психологические типы и т. п.) становятся важны, когда они сталкиваются лицом к лицу с нестандартными ситуациями, часто сопровождающимися почти полным бессмертием, бесчеловечными действиями и умыслами. В то время, как остальные медиаужасы акцентируют внимание на вымышленных событиях наподобие нападений стилизованных монстров, психологические ужасы отдают предпочтение ситуациям, основанным, скорее, на артистическом реализме. Герои встречаются с трудностями, известными как «взрослые страхи», которые наносят удар по чувству психологической безопасности и спокойствию зрителей. Примерами типичных сценариев является похищение человека, вторжение в дом, сексуальное насилие и тому подобные акты, при этом в большинстве случаев грань между реальными и воображаемыми угрозами размывается.
Психологический хоррор нацелен на создание дискомфорта с помощью выставления напоказ общих или универсальных эмоциональных слабостей и страхов, таких, как потаённые части человеческого сознания, которые большинство людей подавляет или отрицает. Острые повороты сюжета при этом являются частым и распространённым инструментом. Как правило, герои борются с подсознательными желаниями наподобие романтической похоти или мелочной мести. Жанр легко противопоставить сплэттеру, фокусирующемуся на неестественном, внеземном зле, к которому среднестатистический зритель никак не относится. Характерные примеры включают в себя такие тёмные видеоигры, как Alan Wake, Dead Space, F.E.A.R., а также фильмы типа «Молчания ягнят».

## В фильмах
Фильмы в жанре психологических ужасов отличаются от традиционных хорроров, где источником страха обычно является что-либо материальное: существа, монстры, пришельцы, так же, как в сплэттере, который извлекает этот эффект за счёт крови и графического насилия, в них напряжение строится через атмосферу, пугающие звуки и эксплуатацию психологических страхов героя и зрителя.
«Чёрный кот» (1934) и «Люди-кошки» (1942) считаются ранними образцами жанра психологического хоррора.
Роман Полански спродюсировал 2 фильма, считающихся квинтэссенцией жанра психологических ужасов: «Отвращение» (1965) и «Ребёнок Розмари» (1968). «Сияние» (1980) Стэнли Кубрика также является показательным и известным образцом жанра. «Подмена» (1980) Питера Медака — ещё один пример захватывающей психологической истории.
Японские ужасы, часто называемые «J-хоррорами» (сокращение от англ. «Japanese horror»), изначально снимались преимущественно в жанре именно психологического хоррора. Заметными примерами является «Звонок» (1998) и фильмы из серии «Проклятие» (Ju-on).
Ещё одной немаловажной категорией являются корейские фильмы ужасов, «K-хорроры» (также сокращение от англ. «Korean horror»). Выдающимися работами являются картины «Шёпот стен» (серия фильмов), «История двух сестёр (2003)» и «Гансель и Гретель» (2007).

## В компьютерных играх
Психологические ужасы не являются очень популярной темой в компьютерных играх. Несмотря на это, некоторые успешные франшизы, самым известным примером которых является серия «Сайлент Хилл», развились благодаря использованию элементов психологического ужаса как основного инструмента создания страха.